# Theatre of Blood
Theatre of Blood, titulada Matar o no matar, este es el problema en España y El mercader de la muerte en Hispanoamérica, es una película de terror británica de 1973 dirigida por Douglas Hickox y protagonizada por Vincent Price, Diana Rigg e Ian Hendry.

## Trama
Un crítico de teatro llamado George Maxwell (Michael Hordern) es asesinado por un grupo de vagabundos ante la presencia de un hombre que él daba por muerto. El hombre es Edward Lionheart (Vincent Price), un actor de teatro que durante su carrera solo recibió comentarios negativos por parte de la crítica, cosa que lo llevó a intentar suicidarse. Guiado por un deseo de venganza, el actor planea matar a todos los críticos que lo subestimaron, con la ayuda su propia hija, Edwina (Diana Rigg), y un grupo de vagabundos. Tras asesinar a otro crítico, Hector Snipe (Dennis Price), Lionheart ata su cadáver a la cola de un caballo arrastrándolo por la tierra, imitando una escena de la obra Troilo y Crésida. Al conocer el hecho, los miembros del círculo de críticos temen ser las próximas víctimas, y tratan de pensar en quién es el responsable de los asesinatos.
Lionheart continúa asesinando a los críticos uno por uno, haciendo referencias a obras de William Shakespeare, cuyos trabajos había interpretado a lo largo de su carrera. El inspector Boot (Milo O'Shea), que está a cargo de la investigación, ordena que el resto de los críticos sean vigilados por policías para evitar nuevos asesinatos. El crítico Peregrine Devlin (Ian Hendry) le informa al inspector de la conexión existente entre las muertes de sus colegas y las obras de Shakespeare, y su sospecha de que el responsable es Lionheart. Devlin explica que Lionheart esperaba ganar el premio al mejor actor que el círculo de críticos entrega cada año, pero el galardón fue entregado a otra persona. Tras la ceremonia, Lionheart visitó a los críticos, pero ante sus burlas se lanzó desde un balcón del edificio a un río. Dado que su cuerpo nunca fue encontrado, Devlin cree que es él quien está tras los crímenes.
Devlin y el inspector visitan a la hija de Lionheart, Edwina, para preguntarle sobre la supuesta responsabilidad de su padre en los asesinatos. Aunque ella dice no saber nada, es enviada a la comisaría para ser interrogada. Tras esto, Devlin se dirige a un gimnasio para practicar esgrima, donde es atacado por el mismo Lionheart. Sin embargo, el actor lo deja vivir, y le dice que lo hará sufrir tanto como el crítico lo hizo sufrir a él. En el hospital, Devlin le confirma al inspector que el asesino es el actor.
Edwina le comenta a Devlin que su padre la llamó y decidió entregarse, siempre y cuando la policía no estuviera presente. Devlin acepta acompañarla, pero decide contárselo a la policía para que los sigan. Al encontrarse en el lugar acordado, el crítico es capturado por los ayudantes de Lionheart, quienes eluden a la policía y llevan a Devlin a un teatro abandonado. Allí, Lionheart organiza una representación que emula a la entrega de premios ocurrida años antes, donde no obtuvo el galardón a mejor actor. Lionheart obliga al crítico a otorgarle el premio, amenazando con cegarlo como a Gloucester en la obra El rey Lear. Sin embargo, la policía llega al lugar después de que uno de los ayudantes de Lionheart revelara su paradero, y rescatan al crítico. Al verse rodeado, el actor incendia el teatro y sube a la cornisa del edificio. Allí recita unas líneas de El rey Lear y muere alcanzado por las llamas.

## Reparto
- Vincent Price como Edward Lionheart.
- Diana Rigg como Edwina Lionheart.
- Ian Hendry como Peregrine Devlin.
- Harry Andrews como Trevor Dickman.
- Coral Browne como Chloe Moon.
- Robert Coote como Oliver Larding.
- Jack Hawkins como Solomon Psaltery.
- Michael Hordern como George William Maxwell.
- Arthur Lowe como Horace Sprout.
- Robert Morley como Meredith Merridew.
- Dennis Price como Hector Snipe.
- Milo O'Shea como Inspector Boot.
- Eric Sykes como Sargento Dogge.
- Madeline Smith como Rosemary.
- Diana Dors como Maisie Psaltery.

## Recepción
Theatre of Blood obtuvo una respuesta positiva por parte de la crítica cinematográfica. La película posee un 96% de comentarios "frescos" en el sitio web Rotten Tomatoes, basado en un total de 23 críticas. Según el periódico Time Out, «el Ricardo III de Price es suficiente para hacer que la película valga la pena [...] pero desafortunadamente el guion demasiado largo eventualmente pierde energía, y el final es débil». Fernando F. Croce de Slant Magazine escribió: «La broma no funcionaría a menos que el personaje del mal actor fuese interpretado de manera brillante, y Price pasa por las múltiples máscaras del papel con el ímpetu de Laurence Olivier en La huella». Por su parte, Chuck Arrington del sitio DVD Talk se refirió a la cinta como «una increíble vuelta de tuerca que muestra la grandeza de la habilidad de interpretación de Vincent Price. En cada movimiento de la película él solamente mejora y mejora».
Por el contrario, Steve Biodrowski de Cinefantastique escribió: «Además de ser perversamente inventiva en términos de preparar una serie muertes imaginativas, el guion es poco ortodoxo en su estructura. Las víctimas caminan como una serie de objetivos en una galería de tiro, haciendo muy poco para generar simpatía.»

## Adaptación teatral
En 2005, la película fue adaptada a una obra de teatro homónima a cargo de la compañía británica Improbable theatre y del Royal National Theatre, bajo la dirección de Phelim McDermott. El rol de Edward Lionheart fue interpretado por Jim Broadbent, mientras que el de Edwina (llamada Miranda en esta versión) estuvo a cargo de Rachael Stirling, hija de Diana Rigg. La historia está ambientada en los años 1970 y menciona varios periódicos británicos existentes, como The Sunday Times, The Times y The Observer.